# Тафоценоз
Тафоцено́з (от греч. táphos — могила, погребение и koinós — общий) или комплекс захороненных трупов — все органические остатки, погребённые в не затвердевших осадках (утрачены трупы, съеденные трупоедами, механически перенесённые или разрушенные). Термин принадлежит В. Квенштедту (1927).